# Gojong (Goryeo)
König Gojong (koreanisch 고종) (* 3. Februar 1192 in Kaesŏng, Königreich Goryeo; † 21. Juli 1259 in Ganghwado, Goryeo) war während seiner Regierungszeit von 1213 bis 1259 der 23. König des Goryeo-Reiches und der Goryeo-Dynastie (고려왕조) (918–1392).

## Leben
Gojong war der erstgeborene Sohn von König Gangjong (강종) und seiner zweiten Frau Königin Wondeok (원덕), die dem Kaesong Wang Clan entstammte. Zu seiner Geburt bekam Gangjong den Namen Wang Cheol (왕철) verliehen. König Gojong war mit Königin Anhye (안혜), die dem Kaesong Wang entstammte, verheiratet. Mit ihr hatte er zwei Söhne und eine Tochter. Sein erstgeborener Sohn reihte sich nach Gojongs Tod als 24. König der Goryeo-Dynastie in die Thronfolge ein.
Nach der Rebellion des Militärs gegen Gojong Großonkel König Uijong (의종) im Jahr 1170, hatten die drei Kommandanten Jeong Jung-bu (정중부), Yi Ui-bang (이의방) und Yi Ko (이고) die Macht im Goryeo-Reich übernommen, König Uijong abgesetzt und Gojongs Großvater, Myeongjong als König ohne Machtbefugnisse eingesetzt. Nachdem es in der Militärführung zu Auseinandersetzungen in der Machtfrage gekommen war und in den Jahren bis 1196 durch Ermordungen zu mehreren Wechseln in der Militärführung und Ausübung der Regierungsmacht gekommen war, übernahm General Choe Chung-heon (최충헌) schließlich die Macht und sorgte bis zu seinem Tod im Jahr 1219 für die Krönung der Könige Sinjong (신종), Huijong (희종), Gangjong (강종) und Gojong sowie die Absetzung von König Myeongjong und den beiden Königen Sinjong und Huijong, die er selbst installiert hatte.
Gojong wurde nach dem Tod seines Vaters durch General Choe Chung-heon als König zugelassen und installiert. Als General Choe Chung-heon im Jahr 1219 starb, übernahm sein Sohn Choe U (최우) die Kontrolle über das Königshaus und das Königreich. Er gab den Farmern Land zurück, das sein Vater konfisziert hatte, gab verarmten Gelehrten Posten in der Administration und befestigte das Land im Norden als Schutz gegen die Mongolen, die 1231 in Goryeo einfielen und die Hauptstadt Kaesŏng einnahmen. Infolgedessen verlegte Choe U die Hauptstadt des Reiches auf die Insel Ganghwado (강화도), die besser zu sichern war. König Gojong hingegen floh zunächst nach Andong (안동) und fand dann anschließend auch auf Ganghwado Zuflucht und Choe U 1249 den Tod. Die Mongolen überfielen Goryeo in den Jahren 1231 bis 1258 insgesamt sechs Mal. Als im Jahr 1258 gegen Choe Ui (최의), dem Sohn von Choe U geputscht wurde und er zu Tode kam, konnte noch zu Lebzeiten von König Gojong zwischen dem Mongolenreich und Goryeo ein Friedensvertrag ausgehandelt werden, der allerdings die zukünftigen Könige der Goryeo-Dynastie dazu zwang, Prinzessinnen der Yuan-Dynastie (元朝) als Frau zu nehmen und sie zu Königinnen des Goryeo-Reiches zu machen, um so die Bindung zwischen der Goryeo-Dynastie und der Yuan-Dynastie verfestigen zu können.
König Gojong stand bis auf sein letztes Regierungsjahr zu Lebzeiten unter dem Einfluss der Militärdiktatur der Choe-Familie. Dies änderte sich erst durch den Friedensvertrag mit der Yuan-Dynastie der Mongolen, wodurch Goryeo unter die Herrschaft des Mongolenreiches gelangte, die erst mit König Gongmin (공민), dem 33. Monarch der Goryeo-Dynastie, endete und das Goryeo-Reich mit ihm seine Souveränität zurückerlangte.
König Gojong verstarb im Jahr 1259. Seine Grabstätte ist nicht bekannt.